# ML Sultan Technikon
ML Sultan Technikon was sinds 1946 een Zuid-Afrikaanse technikon (technische universiteit) in de provincie KwaZoeloe-Natal. In 2002 fuseerde de universiteit met de Technikon Natal en vormt het sindsdien de Technische Universiteit van Durban.

## Geschiedenis
Het instituut was vernoemd naar Mohammed Lappa Sultan die in 1941 de eerste fondsen had gedoneerd om de oprichting van een technisch college in Durban mogelijk te maken. Het instituut bood onderwijsmogelijkheden voor de niet-blanke bevolking, wat tot dan toe niet mogelijk was geweest in de regio.
In 1946 kreeg het instituut van de minister de certificering volgens de Higher Education act van 1923 en op 7 augustus 1956 vond de officiële opening plaats van het ML Sultan Technical College. In mei 1979 werd de status van het college veranderd in die van een zogenoemde Technikon.
Het instituut hield op te bestaan in april 2002, toen het fuseerde met Technikon Natal en ze samen verdergingen als de Technische Universiteit van Durban.

## Verbonden
- Goodwill Zwelithini kaBhekuzulu, Zoeloekoning, was in 2001 titulair hoofd van de universiteit